# سرگز (جیرفت)
سرگز، روستایی از توابع بخش اسفندقه شهرستان جیرفت در استان کرمان ایران است.